# Inuda luarna
Inuda luarna Er. Marcus & Ev. Marcus, 1967 è un mollusco nudibranchio appartenente alla famiglia Cadlinidae. È l'unica specie nota del genere Inuda.